# Carl Müller (Architekt, 1898)
Carl Müller, auch Karl Müller (* 1898 in Offenbach am Main; † nach 1971 ebenda; vollständiger Name: Carl Anton Müller), war ein deutscher Architekt.

## Leben
Carl Müller war Meisterschüler von Dominikus Böhm, dann Büroleiter bei Fritz Nathan in Frankfurt. 1930 gründete Müller ein Architekturbüro in Offenbach. Sein Sohn trat nach dem Studium in das Büro ein, das dann unter Carl Müller und Sohn firmierte.
Carl und Wolfgang Müller traten erstmals gemeinsam 1947 mit dem entwickelten und durchgeführten Entwurf der katholischen Pfarrkirche St. Konrad in Offenbach-Tempelsee an die Öffentlichkeit. Das Gebäude gehört seit den 1970er Jahren der Griechisch-Orthodoxen Gemeinde Allerheiligen.

## Bauten und Entwürfe
- 1920: Mitarbeit am Wettbewerbsentwurf von Dominikus Böhm für die Geschäftsgebäude und Kellereianlagen der Fa. Matheus Müller in Eltville (nicht gewonnen, Entwurf jedoch vom Auslober angekauft)[2]
- 1926: Mitarbeit am Wettbewerbsentwurf von Dominikus Böhm für die Pfarrkirche St. Martin in Nürnberg (nicht gewonnen, aber Belobigung)[3]
- 1930: Mitarbeit am Wettbewerbsentwurf von Fritz Nathan für die Pädagogische Akademie Kassel (nicht gewonnen, Entwurf jedoch vom Auslober angekauft)[4][5]
- 1931–1940: Gemeinsam mit Fritz Bossert: Katholische Kirche Maria Hilfe der Christen in Steinheim[6]
- 1933–1940: Gemeinsam mit Fritz Bossert: Marienkirche von St. Johann Baptist in Hanau, Turm erst 1959 vollendet[7]
- um 1940: Umbau der in der Pogromnacht durch Brandstiftung innen zerstörten Offenbacher Synagoge in ein Premierenkino mit 940 Plätzen und Kinoorgel (National-Theater, heute Kulturzentrum Capitol; unter Denkmalschutz)[8]
- 1953: katholische Kirche St. Paul in Offenbach am Main, Kaiserstraße 60
- 1954–1955: katholische Kirche Maria Himmelskron in Heusenstamm[9]
- 1955: Aufstockung Modehaus Schmülling am Marktplatz in Offenbach[10][11]
- 1956: Scala-Lichtspiele in Offenbach am Main[12]

in Büro Carl Müller und Sohn:

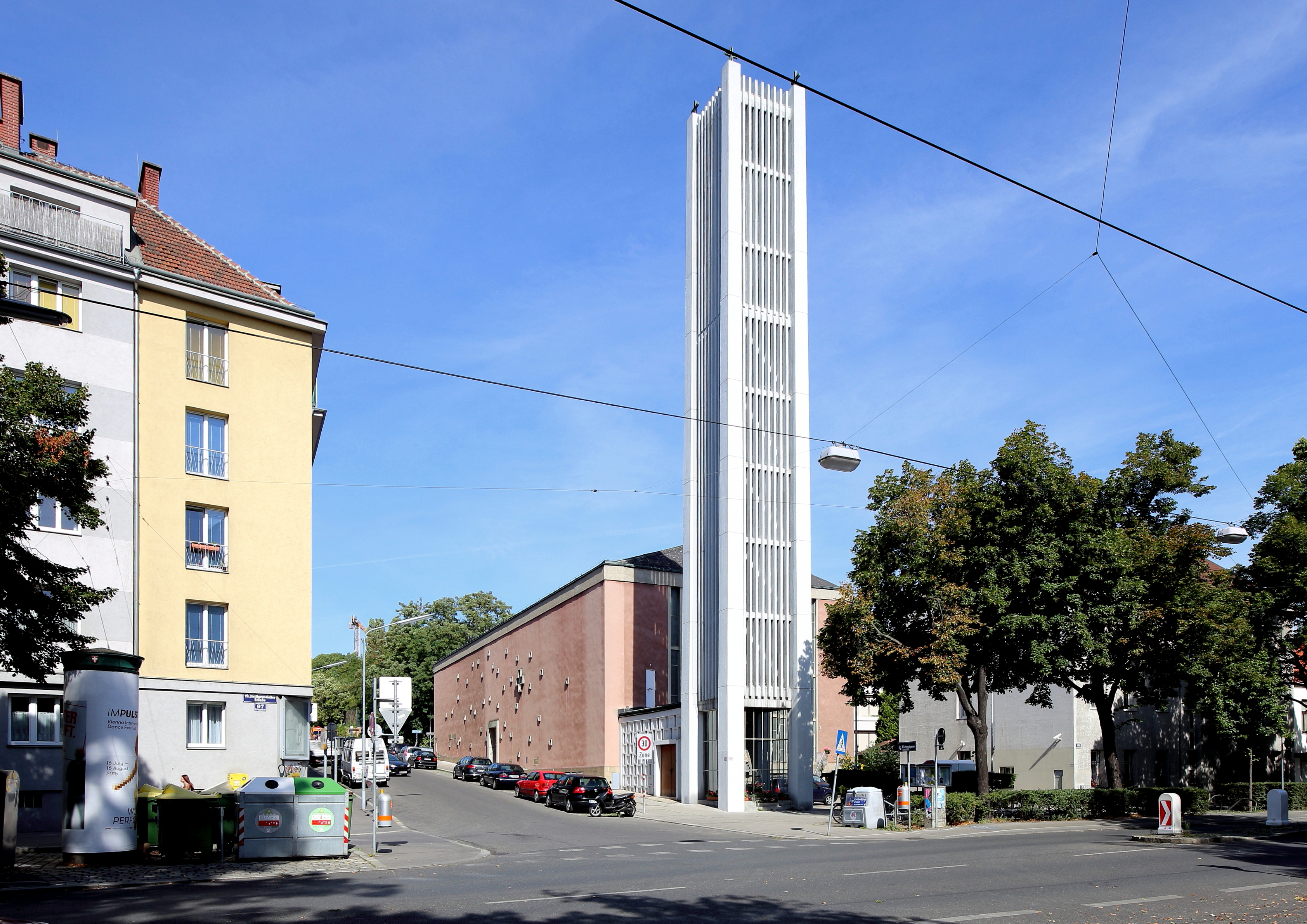
Unterheiligenstädter Pfarrkirche (1965–1967)

- 1947: katholische Pfarrkirche St. Konrad in Offenbach-Tempelsee[13]

- 1964–1965: katholische Kirche St. Bonifatius in Büdingen, (gemeinsam mit Wolfgang Müller; unter Beteiligung von Pfarrer Ewald Picard)[14]
  - Hängekreuz über dem Altar, ausgeführt in Emaille auf Kupfer über einem Holzkern durch den Frankfurter Goldschmiedemeister Albert Welker
  - farbige Emailleplatten als Seitenverkleidung für den Tabernakel, ausgeführt durch Albert Welker
- 1965–1967: katholische Pfarrkirche Maria Mutter der Gnaden (genannt Unterheiligenstädter Pfarrkirche) in Wien[15]
  - Taufstein und Kreuz
  - Antikglasfenster
- 1972: Theresienkinderheim in Offenbach am Main[16]